# Šume kod Skrada
Šume kod Skrada este o arie protejată (sit de importanță comunitară — SCI) din Croația întinsă pe o suprafață de 1.342,05 ha, integral pe uscat.

## Localizare
Centrul sitului Šume kod Skrada este situat la coordonatele 45°27′04″N 14°54′36″E / 45.451°N 14.91°E.

## Înființare
Situl Šume kod Skrada a fost declarat sit de importanță comunitară în iulie 2013 pentru a proteja un număr necunoscut de specii din flora spontană și fauna sălbatică aflate în arealul zonei.

## Biodiversitate
Situată în ecoregiunea alpină, aria protejată conține 2 habitate naturale: Păduri de fag Luzulo-Fagetum, Liziere de ierburi înalte hidrofile de câmpie și de nivel montan până la alpin.
La baza desemnării sitului se află un număr nedeclarat de specii protejate.